# Systemmonitor
Ein Systemmonitor ist ein lokales Computerprogramm für die Ansicht und Aufzeichnung der Systemressourcen (wie z. B. verfügbarem Arbeitsspeicher, Prozessorauslastung, Netzwerkaktivität). Die meisten Systemmonitore können die Systemressourcen als Kurven mit zeitlichem Ablauf in Echtzeit darstellen und bei Bedarf aufzeichnen. Somit hat man die Möglichkeit, den Rechner genauer zu überwachen.
Die Systemressourcen von Servern und deren Rechnernetze werden durch einen Service-Monitor überwacht.

## Beispiele

### Microsoft Windows
Ein Programm namens „Systemmonitor“ ist Teil der ersten Windows-Installationen (Windows 9x sysmon.exe; später, mit Windows NT, als perfmon.exe bezeichnet), allerdings wird das Programm nicht im Windows-Startmenü angezeigt. Die Werte, die man betrachten möchte, können aber auch über das Netzwerk von einem anderen Windows-PC kommen. Somit kann man mit dem Systemmonitor auch Fernwartung betreiben.
In Windows XP heißt dieses Programm (auch schon innerhalb der MMC) „Leistung“, in Windows Vista „Zuverlässigkeits- und Leistungsüberwachung“, in Windows 7 und 8 wurde der Systemmonitor in „Leistungsüberwachung“ umbenannt.
Screenshots

Systemmonitor unter Windows NT 3.1
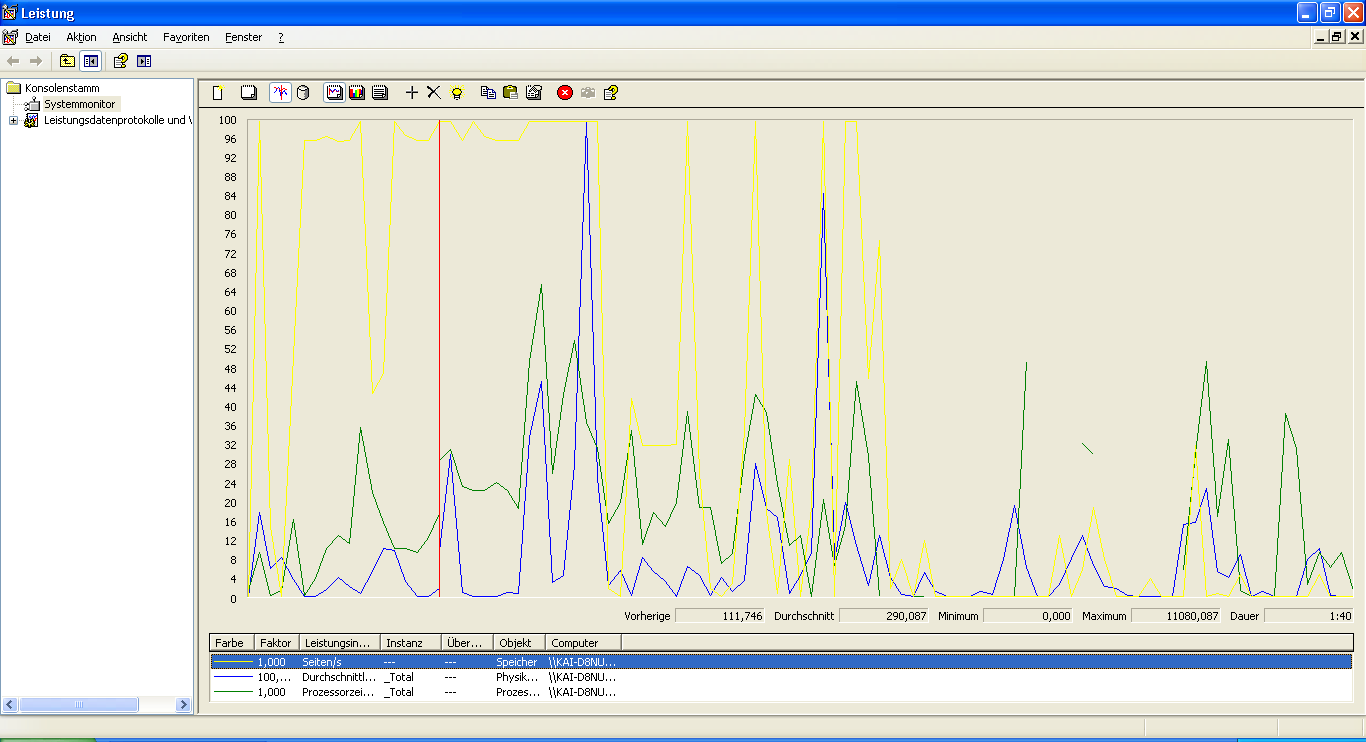
Systemmonitor unter Windows XP
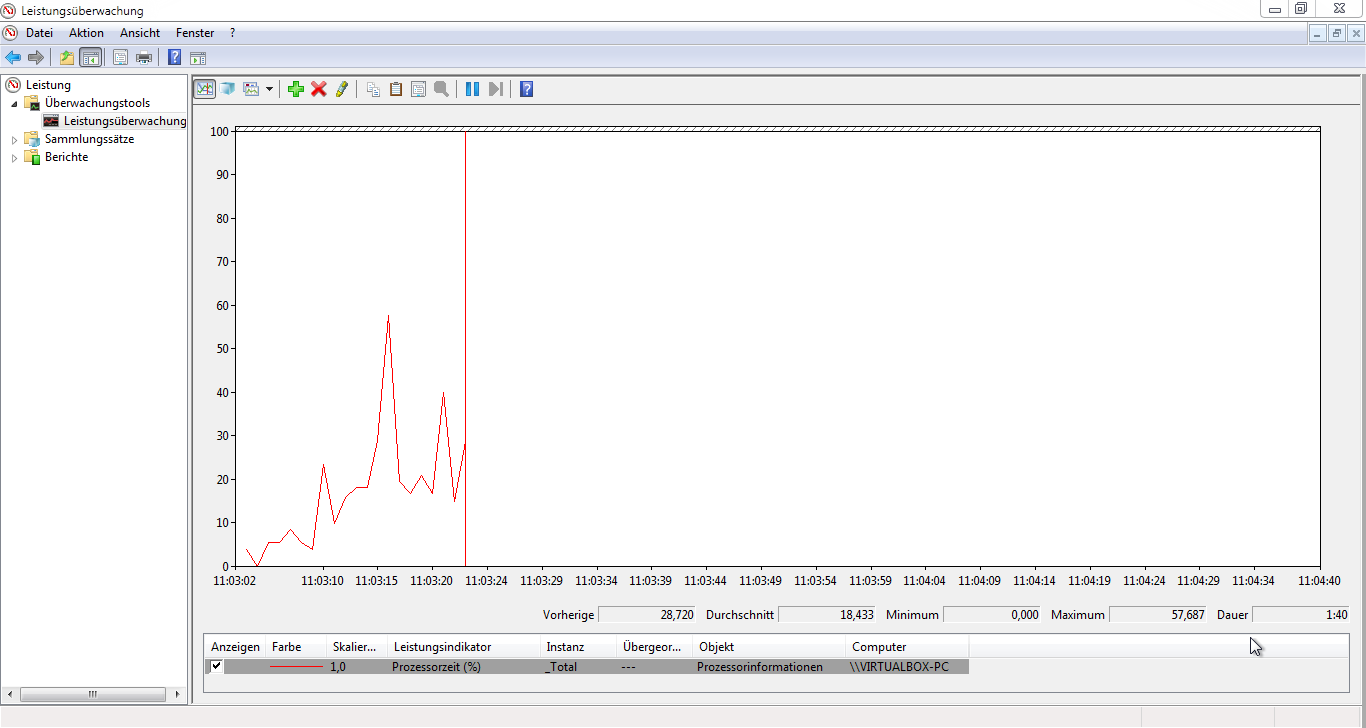
Leistungsüberwachung unter Windows 7
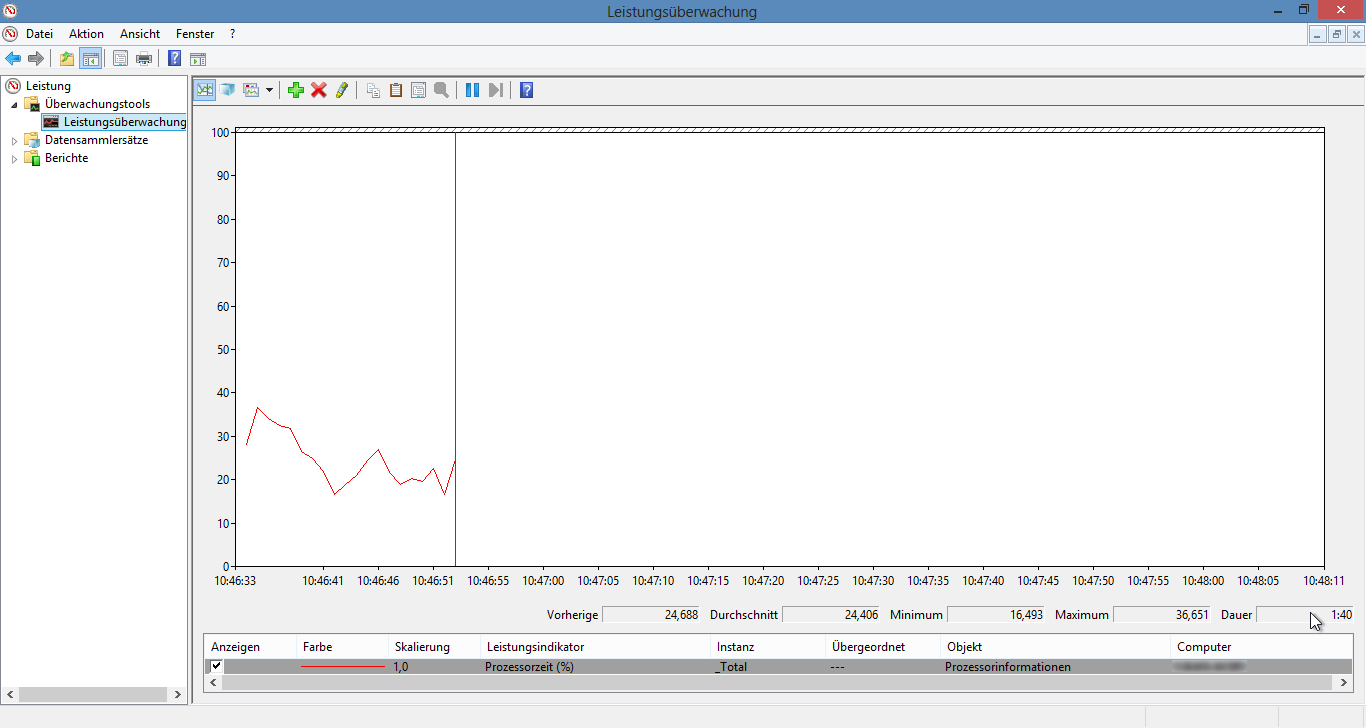
Leistungsüberwachung unter Windows 8

### Java
Die JConsole oder Java VisualVM sind Systemmonitore zur Überwachung und Aufzeichnung der von Java-Programmen verwendeten System- und Java Ressourcen. Sie können beispielsweise über das Netzwerk zum Monitoren von Applikationsservern eingesetzt werden.

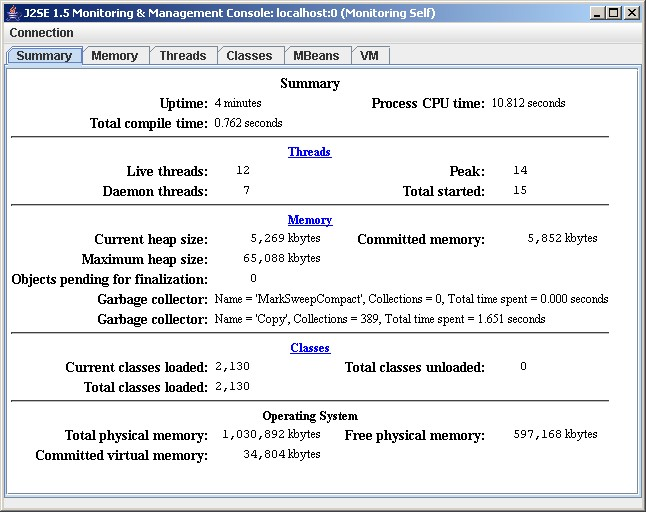
JConsole unter Windows 2000

### Mac OS X
Die Aktivitätsanzeige, englisch Activity Monitor, ist ein Systemmonitor für Mac OS X. Vor Mac OS X Panther (macOS-Version 10.3) hieß das Programm Process Viewer.